# 佐々木なふみ
佐々木 なふみ（ささき なふみ、1976年7月23日 - ）は、日本の劇作家、脚本家、舞台女優。岩手県盛岡市出身。劇団「東京ネジ」旗揚げメンバーの1人。脚本家としてAge Global Networksに所属。

## 来歴
1993年、高校在学中に誘いを受け、当時現役の女子高生メンバーのみの劇団「劇団ネジ」を結成し、地元盛岡市内で活動。1998年頃には初めて脚本を手がける。2000年に劇団解散後は東京都に拠点を移し、フリーの役者として活動。
2003年に「劇団ネジ」の元メンバーで東京都在住だった佐々木香与子、佐々木富貴子に誘われ、3人が中心となって劇団「東京ネジ」を結成。2004年6月に旗揚げ公演を行ってから2013年に解散するまで劇団の座付き作家、役者として活動。脚本を担当し、自身も出演した『僕等の肌ヌらす青』は王子劇場の2005年度佐藤佐吉賞の優秀作品賞を受賞している。
「劇団ネジ」所属時から客演を多数こなし、現在も舞台女優として活動するほか、芸能事務所Millennium Proの母体であるAge Global Networksに所属し、テレビアニメ等の脚本も担当している。

## 参加作品

### テレビアニメ
- デュエル・マスターズ ゼロ（2007年・2008年） - レギュラー脚本
- スマイルプリキュア!（2012年） - レギュラー脚本（5話・10話・15話・34話・40話）
- ガールフレンド（仮）（2014年） - 3話・8話脚本　※3話は佐々木奈文名義
- 12歳。〜ちっちゃなムネのトキメキ〜（2016年） - レギュラー脚本（5話・7話・15話・18話）

### 劇場アニメ
- 虹色ほたる 〜永遠の夏休み〜（2012年） - 脚本協力

### テレビドラマ
- ROOKIES スペシャル あの男たちが帰って来た!（2008年） - 構成協力
- スター☆コンチェルト〜オレとキミのアイドル道〜（2017年） - 6話脚本

### ゲーム
- 東京シェアルーム（2014年） - 本編・サブシナリオ
- ガールフレンド（♪）（2015年） - ゲーム内シナリオ他[6]

### 舞台
- スタ☆コン祭り! スタ☆コン文化祭!（2017年） - 脚本[7]
  - 朗読劇『キュンキュン対決！！華麗なる煌めきを解き放て！！』
  - 朗読劇『スタ☆コンの湯けむり事件簿！？』
  - 朗読劇『オレたちの make a move on』

東京ネジ舞台
- 東京ねじれ（2004年） - 脚本
- フロウフユウ（2005年） - 脚本
- 僕らの肌ヌらす青（2005年） - 脚本
- 石川のことはよく知らない（2005年） - 脚本
- いえ、これは実験です。（2006年） - 脚本
- 散る散る満ちる（2006年） - 脚本
- 映像∞視点「奇跡」「往生際」「ワールズエンドガーデン」「シスターズ」（2007年） - 脚本
- ナルシグナル（2008年） - 脚本
- みみ（2008年） - 脚本
- 遡上（2009年） - 脚本
- きみどりさん（2010年） - 脚本
- mug coupel（2010年） - 脚本
- てがみ（2011年） - 脚本
- 奥村さんのお茄子（2011年） - 脚本
- 渡り鳥の信号待ち（2012年） - 脚本・演出

## 出演

### 舞台（出演）
- MU「狂犬百景」（2016年10月1日 - 10日、星のホール）[8]
- JACROW #23「骨と肉」（2017年11月15日 - 20日、SPACE 雑遊）
- JACROW #24「焔〜ほむら〜」（2018年3月28日 - 4月1日、下北沢駅前劇場）
- オフィス上の空プロデュース 火遊び pray.08「焔の命――女優の卵がテロリストになった理由」（2018年5月9日 - 13日、エコー劇場）
- JACROW #26「ざくろのような」（2019年5月29日 - 6月2日、座・高円寺1）

### テレビドラマ（出演）
- なぜ君は絶望と闘えたのか（2010年9月25日・26日、WOWOW）
- 贖罪 (湊かなえ)#テレビドラマ 第2話（2012年1月15日、WOWOW）
- こうのとりのゆりかご〜「赤ちゃんポスト」の6年間と救われた92の命の未来〜（2013年11月25日、TBS）